# عبد الله كنو
عبد الله إبراهيم كنو (بالإنجليزية: Abdullah Kanno)؛ مواليد 6 مارس 1990 في الخبر، السعودية، هو لاعب كرة قدم سعودي يلعب في نادي الهلال.

## مسيرة اللاعب
كانت بداياته مع نادي القادسية و لعب بعدها مع نادي التعاون ونادي الفيحاء ونادي الكوكب ونادي الحزم ونادي الصفا ونادي النهضة ونادي الهداية.

## الحياة الشخصية
عبد الله شقيق اللاعب الدولي محمد كنو.

## روابط خارجية
- عبد الله كنو على موقع قاعدة بيانات كرة القدم.إي يو (الإنجليزية)
- عبد الله كنو على موقع Soccerway.com (الإنجليزية)